# Hiram Abrams
Pour les articles homonymes, voir Abrams.
Hiram Abrams (1878 - 1926) est un magnat américain de cinéma, l'un des premiers présidents de Paramount Pictures et le premier directeur général de United Artists.

## Biographie
Il est né à Portland, dans le Maine. Fils d'un émigré russe, il quitte l'école à l'âge de 16 ans, pour vendre des journaux puis pour gérer des cinémas à Portland. En 1909, il commence à commercialiser des films et plus tard il devient distributeur.

## Paramount
Il fait la connaissance de W.W. Hodkinson, qui va fonder la Paramount Pictures en 1914.

Il siège au conseil d'administration de la Paramount jusqu'à son licenciement en 1917.

## United Artists
Abrams et son nouveau partenaire, Ben Schulberg, ont convaincu Mary Pickford, Douglas Fairbanks, Charles Chaplin, D. W. Griffith de  rompre avec leurs studios respectif et de créer une entreprise de distribution : United Artists, créée le 5 février 1919. Il en est nommée directeur général et reste impliqué dans le studio jusqu'à la fin de sa vie (il meurt le 15 novembre 1926 à Manhattan, à la suite d'une crise cardiaque subite, à 48 ans).